# Zeugma (Stadt)
Koordinaten: 37° 3′ 31″ N, 37° 51′ 57″ O
Zeugma (griechisch Ζεύγμα [Brückenstadt]) war in der Antike eine am westlichen Ufer des Euphrat gelegene Stadt. Am anderen Ufer lag Seleukeia Apamea (Seleukeia am Euphrat). Wegen ihrer Pontonbrücke war die Doppelstadt eine wichtige Etappe an der Seidenstraße. Zeugma liegt in der heutigen Osttürkei  beim Ort Belkis am Belkis Dağı nahe Birecik im Landkreis Nizip der Provinz Gaziantep. Im Oktober 2000 wurde die antike Stadt durch die türkische  Euphrat-Staustufe Birecik im Rahmen des Südostanatolien-Projekts zum großen Teil überflutet. Ein erheblicher Teil der Kunstschätze Zeugmas, vor allem Mosaiken, konnte zuvor durch Notgrabungen gerettet werden und wird heute in Gaziantep ausgestellt.

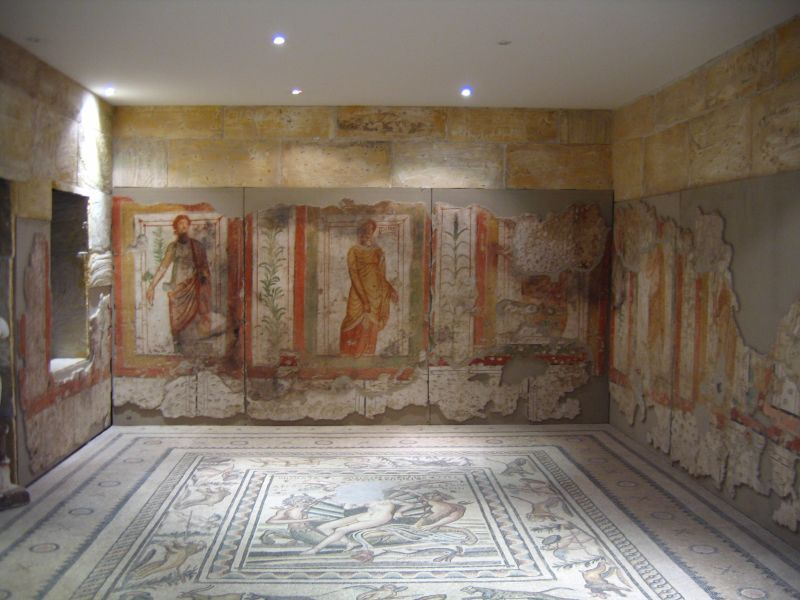
Wandgemälde und Bodenmosaik aus Zeugma

## Geschichte
Zeugma wurde von Seleukos I. an der Stelle, wo er die erste Brücke über den Euphrat bauen ließ, im frühen 3. Jahrhundert v. Chr. als griechische Polis gegründet. Die Stadt entwickelte sich bereits im Hellenismus zu einem bedeutenden Handels- und Verwaltungszentrum und fiel nach dem Ende des Seleukidenreichs an Rom. In ihrer Blütezeit lebten in der von einer Legion beschützten Stadt rund 70.000 Menschen. 252 oder 256 n. Chr. wurde sie von den Sassaniden zerstört, jedoch wieder aufgebaut; die Zeit der höchsten Blüte war damit aber vorüber. Später wurde die Stadt vermutlich durch ein Erdbeben verwüstet, ein Teil des Berghanges rutschte in der Stadtmitte auf das Wohnviertel und begrub dieses unter sich. Die darunterliegenden Häuser sind besonders gut erhalten. Eine mannshohe Abwasserleitung aus kalibrierten Steinquadern zum Fluss hin, die sich bei der Entdeckung noch im einwandfreien Zustand befand, sorgte für eine schnelle Entwässerung für den täglichen Bedarf und bei großen Regenfällen. In der Spätantike war Zeugma ein Bistum, der Ort scheint dann im 7. Jahrhundert angesichts persischer und arabischer Überfälle verlassen worden zu sein. Im Mittelalter lebten hier zeitweilig Araber, und im 17. Jahrhundert entstand in der Nähe der Ruinen das türkische Dorf Belkis.

## Forschung

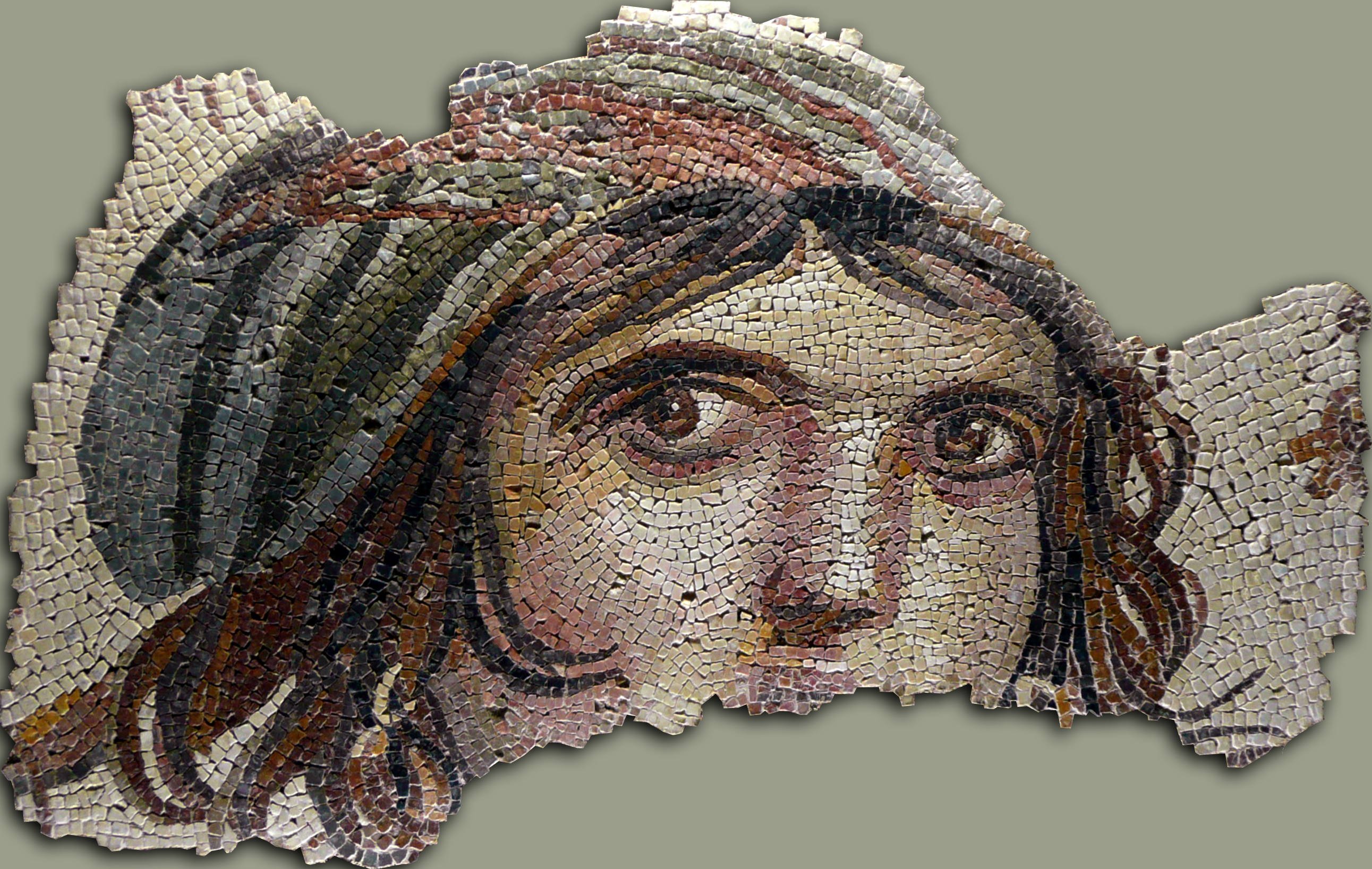
Mosaik eines Mädchens

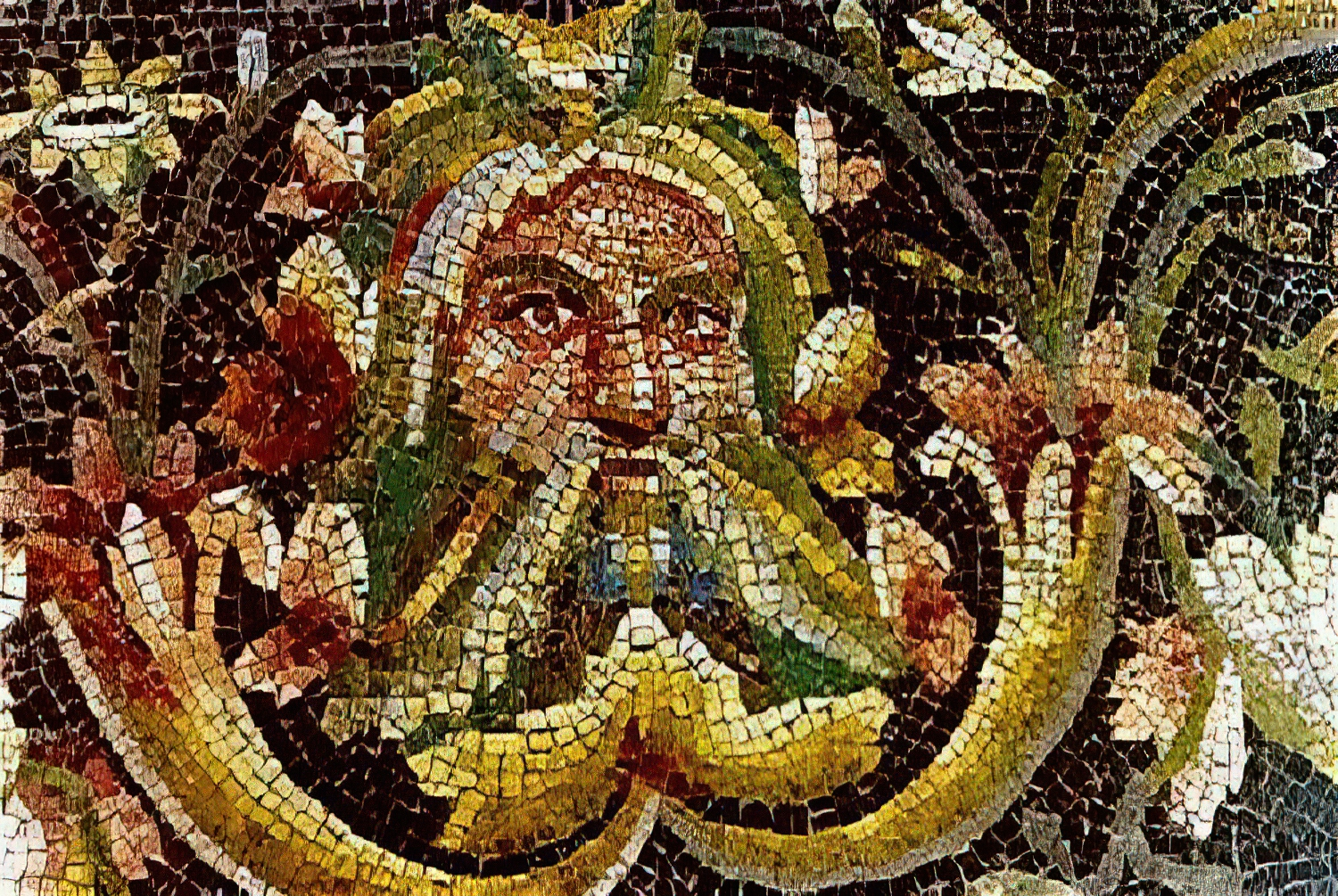
Acheloos auf einem hellenistischen Mosaik in der Stadt Zeugma

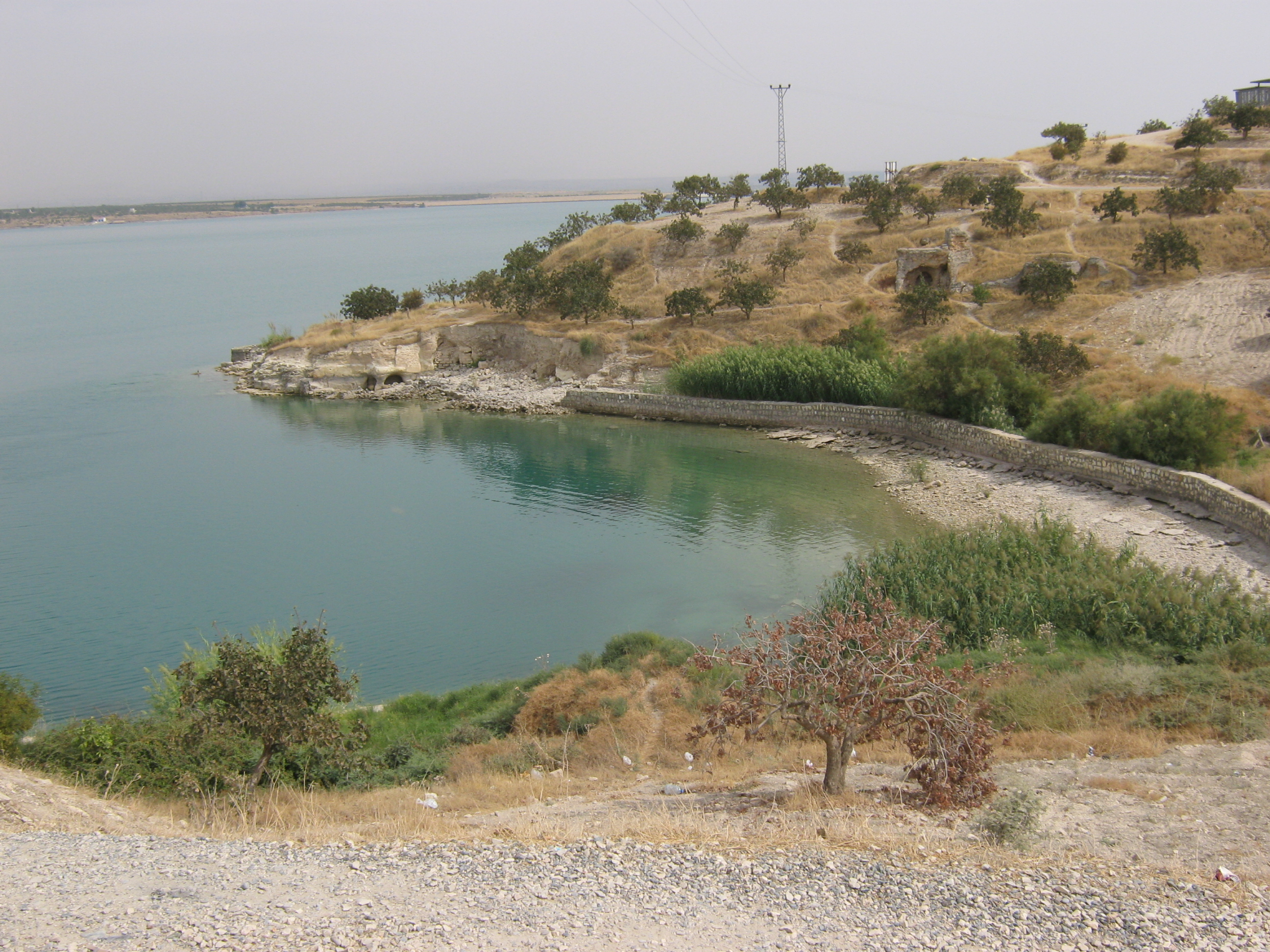
Heute liegen nur noch Teile der Ruinen Zeugmas über dem Wasserspiegel.

Seit dem 19. Jahrhundert wurden bei Ausgrabungen in der Nähe Zeugmas Nekropolen und römische Mosaikböden freigelegt, die heute unter anderem in den Museen von Berlin und Sankt Petersburg zu sehen sind. Ab 1980 war bekannt, dass die GAP-Behörde bei Birecik einen Staudamm plante. Als 1989 Guillermo Algaze von der University of Chicago eine Felduntersuchung in der Region machte, dabei von den Staudammplanungen erfuhr und diese publik machte, zeigte sich keine ausländische Institution oder Universität an Zeugma interessiert. Die Leiter des Museums in Gaziantep, Rifat Ergeç und sein Assistent Mehmet Önal, alarmierten nochmals 1994 die internationale Archäologenschaft und gaben zugleich den Beginn sporadischer Rettungsgrabungen bekannt, die auch etwas Unterstützung vom türkischen Kulturministerium erhielten. Wegen Geldmangels konnten die archäologischen Institute und das türkische Kulturministerium keine systematische Grabung finanzieren. 1995 sprang schließlich das französische Außenministerium ein und förderte die französische Archäologin Catherine Abadie-Reynal mit ihren Mitarbeitern bei den türkischen Rettungsgrabungen bis 1999.
Im Jahre 2000 wurden die Ruinen Zeugmas durch den Birecik-Staudamm überflutet. Am 7. Mai 2000, ein halbes Jahr vor der Überflutung, las der amerikanische Mäzen David W. Packard in der New York Times von Zeugma und beschloss spontan, eine Notgrabung zu unterstützen. Er beauftragte umgehend eine englische Firma, die Oxford Archaeological Unit (OAU) unter Leitung von Robert Earley, italienische Mosaikspezialisten und ein französisches Team mit der Rettung der kostbarsten Artefakte. Unter Hochdruck arbeiteten 60 Archäologen und 200 Arbeiter mit Einsatz von drei neuen Baggern dank eines Budgets von fünf Millionen Dollar. Allein bei der Notgrabung von Juni bis Oktober 2000 fanden sie 45 Mosaike, 22 davon fast unversehrt.
Schon vor der planmäßigen Flutung, die noch von Staatspräsident Ahmet Necdet Sezer um zehn Tage hinausgezögert wurde, nannte man das nun versunkene Zeugma auch das „zweite Pompeji“. Die Mosaiken waren zunächst im archäologischen Museum von Gaziantep ausgestellt, im Mai 2011 wurde das eigens dafür gebaute Zeugma-Mosaik-Museum eröffnet.

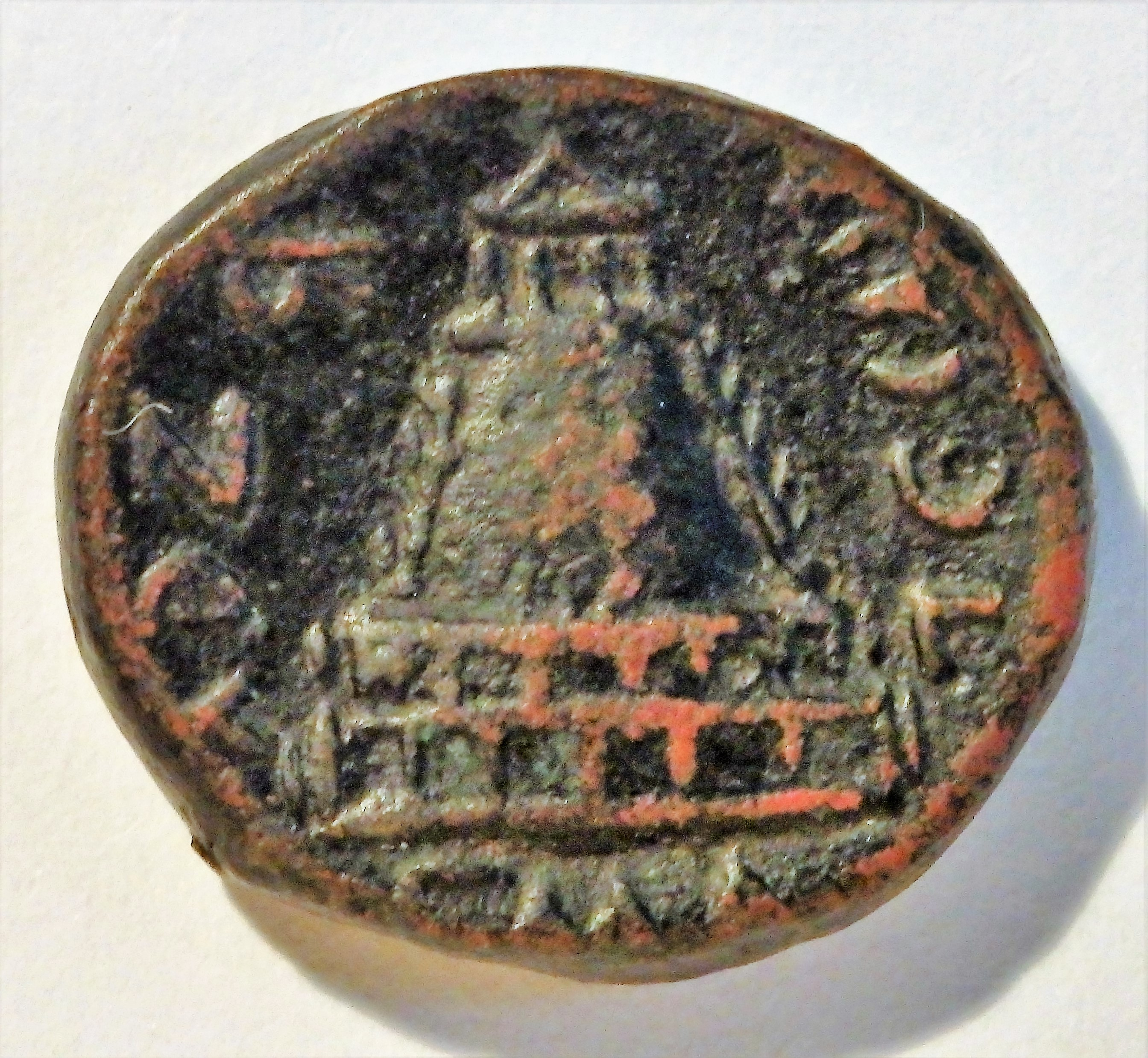
Bronzemünze aus Zeugma mit Tempel auf Berg, zur Zeit des Antoninus Pius

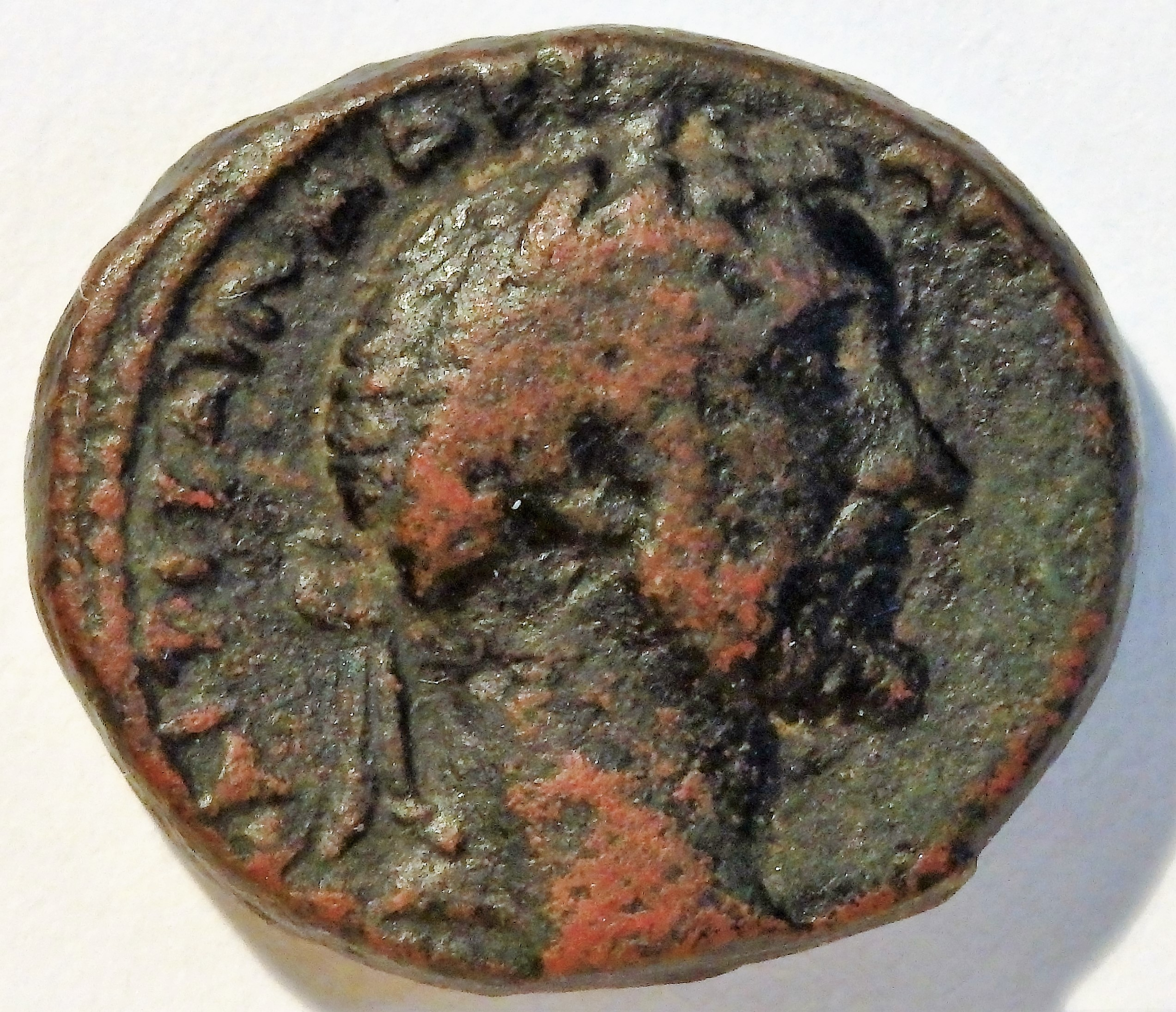
Porträtseite der Münze mit Antoninus Pius

## Dokumentarfilme
- Zeugma, eine antike Stadt verschwindet. Dokumentation, Frankreich, 2000, 52 Min., Regie: Thierry Ragobert, Produktion: arte, Inhaltsangabe
- Zeugma. Dokumentation, USA, 2003, Regie: Micah Garen und Marie-Hélène Carleton, Produktion: Four Corners Media, Inhaltsangabe (Memento vom 28. September 2007 im Internet Archive)
- The Conservation of the Roman town of Zeugma 2000–2004. Centro di Conservazione Archeologica (CCA) Roma youtube